# Jürgen Hosemann
Jürgen Hosemann (* 1967 in Mayen) ist ein deutscher Autor und Lektor.

## Leben
Nach dem Abitur am Megina-Gymnasium, einer Ausbildung zum Verlagskaufmann und einem anschließenden Studium der Germanistik, Anglistik und Geschichte, war Hosemann als Lektor für den S. Fischer Verlag in Frankfurt am Main tätig.
Er ist Herausgeber der Werke Fernweh, Über allen Gipfeln, Harz und Im Bann der Metropolen. Sein erster Roman das Meer am 31. August erschien 2020 im Berenberg-Verlag.
Jürgen Hosemann war langjähriger Lektor von Wolfgang Hilbig; er ist ferner u. a. Lektor von Dieter Forte, Roger Willemsen, Zsuzsa Bánk und Gerhard Roth. 
Seit 2019 teilt er Anekdoten seines Berufs unter Hosemanns Papierkorb auf Twitter.  
Sein Lebensmittelpunkt befindet sich in Frankfurt am Main; er ist verheiratet und Vater einer Tochter.